# Benjamin Loeb
Benjamin Loeb est un directeur de la photographie norvégien vivant à Vancouver au Canada.

## Filmographie

### Cinéma

#### Longs métrages
- 2016 : King Cobra de Justin Kelly
- 2016 : Hello Destroyer de Kevan Funk
- 2018 : Mandy de Panos Cosmatos
- 2018 : Wintermärchen de Jan Bonny
- 2023 : Dream Scenario de Kristoffer Borgli

#### Courts métrages
- 2007 : Utsinn (également scénariste)
- 2009 : Amor
- 2009 : Weight (également scénariste)
- 2009 : Attack, Decay, Sustain, Release  (également producteur)
- 2010 : Hemmeligheten
- 2010 : A Fine Young Man  (également producteur)
- 2011 : Purity First (Sarif commercial)
- 2011 : blood/sweat/tears
- 2012 : The Woodland  (également producteur)
- 2012 : Waiting on the Rain
- 2012 : Saint Pierre  (également producteur)
- 2012 : To Scale (documentaire)
- 2012 : Impress
- 2013 : This Bleeding Heart  (également producteur)
- 2013 : Destroyer
- 2013 : Yellowhead
- 2014 : God maskingeværlyd
- 2014 : River
- 2015 : Bison
- 2015 : Verdensvevde kropper
- 2018 : Weight of Spring
- 2018 : Mobile

### Télévision
- 2011 : Norway Massacre: The Killer's Mind (documentaire)